# Руденко Василь Микитович
Васи́ль Мики́тович Руде́нко (* 1929 — ?) — головний інженер, Лауреат Державної премії УРСР в галузі науки і техніки (1969).

## Життєпис
1961 року здобув вчений ступінь кандидата технічних наук; старший науковий співробітник.
Станом на 1969 рік — завідувач відділу Інституту проблем міцності Академії наук УРСР.
Лауреат Державної премії УРСР в галузі науки і техніки 1969 року: Цикл робіт з питань міцності матеріалів при високих температурах; співавтори Писаренко Георгій Степанович, Трощенко Валерій Трохимович, Третьяченко Георгій Миколайович.